# Aristoteles
Aristoteles (tiếng Hy Lạp cổ: Ἀριστοτέλης phát âm tiếng Hy Lạp cổ: [aristotélɛːs], Aristotélēs; chính tả tiếng Anh: Aristotle, phiên âm tiếng Việt: A-rit-xtốt; 384 – 322 TCN) là một nhà triết học và bác học người Hy Lạp cổ điển. Ông là một trong những môn sinh ưu tú của triết gia Platon, đã có công sáng lập trường phái triết học tiêu dao trong khuôn viên Lyceum cũng như chủ nghĩa Aristoteles rộng lớn hơn. Ông quan tâm đến đa dạng các lĩnh vực học thuật; bao gồm vật lý, sinh học, động vật học, siêu hình học, logic, luân lý, mỹ học, thơ ca, kịch nghệ, âm nhạc, hùng biện, tâm lý học, ngôn ngữ học, kinh tế, chính trị, khí tượng, địa chất và chính phủ. Từ vựng trí thức cũng như các vấn đề và phương pháp truy vấn suy tưởng của phương Tây ngày nay phần lớn bắt nguồn từ những di huấn của Aristoteles. Triết lý của ông, vì vậy, có một tầm ảnh hưởng độc đáo đối với mọi dạng tri thức ở phương Tây và vẫn tiếp tục khẳng định được vị thế đáng kể của nó trong các cuộc đàm luận triết học đương đại.
Ta có rất ít thông tin về cuộc đời Aristoteles ngoại trừ một số manh mối sau: Ông sinh ra và lớn lên tại thị quốc Stagira ở Bắc Hy Lạp. Cha Aristoteles là Nicomachus, người qua đời khi ông còn bé. Năm 17 hoặc 18 tuổi, ông gia nhập Học viện Platon ở Athens và cư trú tại đây cho đến năm 37 tuổi (khoảng năm 347 TCN). Sau khi người thầy Platon tạ thế, ông rời Athens sang xứ Macedonia kèm cặp con trai của Vua Philippos II là Alexandros III kể từ năm 343 TCN. Aristoteles đã thành lập một thư viện tại Lyceum, nơi ông cho ra đời hàng trăm cuốn sách bằng chất liệu giấy cói. Mặc dù Aristoteles viết rất nhiều luận thuyết và đối thoại tao nhã nhằm xuất bản, song chỉ có khoảng một phần ba tác phẩm ban đầu của ông còn sót lại, chưa từng có ý định xuất bản.
Tư tưởng của Aristoteles đã định hình sâu sắc lối tư duy của giới hàn lâm thời trung cổ. Vật lý Aristoteles có ảnh hưởng kéo dài từ Hậu kỳ cổ đại/Sơ kỳ Trung Cổ tới thời Phục hưng, không bị thay thế theo cách hệ thống cho đến tận thời kỳ Khai sáng và sự ra đời của cơ học cổ điển. Một số quan sát về động vật của Aristoteles, chẳng hạn về xúc tu hectocotyl (có chức năng sinh sản) của bạch tuộc, từng bị ngờ vực cho đến thế kỷ 19. Hơn nữa, Aristoteles đã có ảnh hưởng đáng kể đến triết học Hồi giáo Judeo thời Trung cổ, cũng như thần học Kitô giáo, đặc biệt là chủ nghĩa Platon Mới của Giáo hội sơ khai và truyền thống kinh viện của Giáo hội Công giáo. Aristoteles được các học giả Hồi giáo thời trung cổ tôn sùng như "Người thầy Đầu tiên", và được các học giả theo đạo Kitô thời trung cổ như Thomas Aquinas gọi đơn thuần bằng kính ngữ "Nhà triết học". Thi sĩ Dante vinh danh Aristoteles là "bậc thầy của những người hiểu biết". Công trình của Aristoteles bao gồm nghiên cứu hình thức sớm nhất về logic, về sau được phát huy bởi các học giả thời Trung cổ như Peter Abelard và John Buridan.
Ảnh hưởng của Aristoteles đối với logic học kéo dài cho đến tận thế kỷ thứ 19. Hơn nữa, thuyết luân lý của ông, vốn vẫn luôn có tiếng tăm, hiện lại rất được quan tâm trong bối cảnh ngành đạo đức học đức hạnh đang nổi lên. Aristoteles được tôn vinh là cha đẻ của logic học, sinh học, khoa học chính trị, động vật học, phôi học, luật tự nhiên, phương pháp khoa học, tu từ học, tâm lý học, chủ nghĩa duy thực, chủ nghĩa phê phán, chủ nghĩa cá nhân, mục đích luận, và khí tượng học.

## Cuộc đời

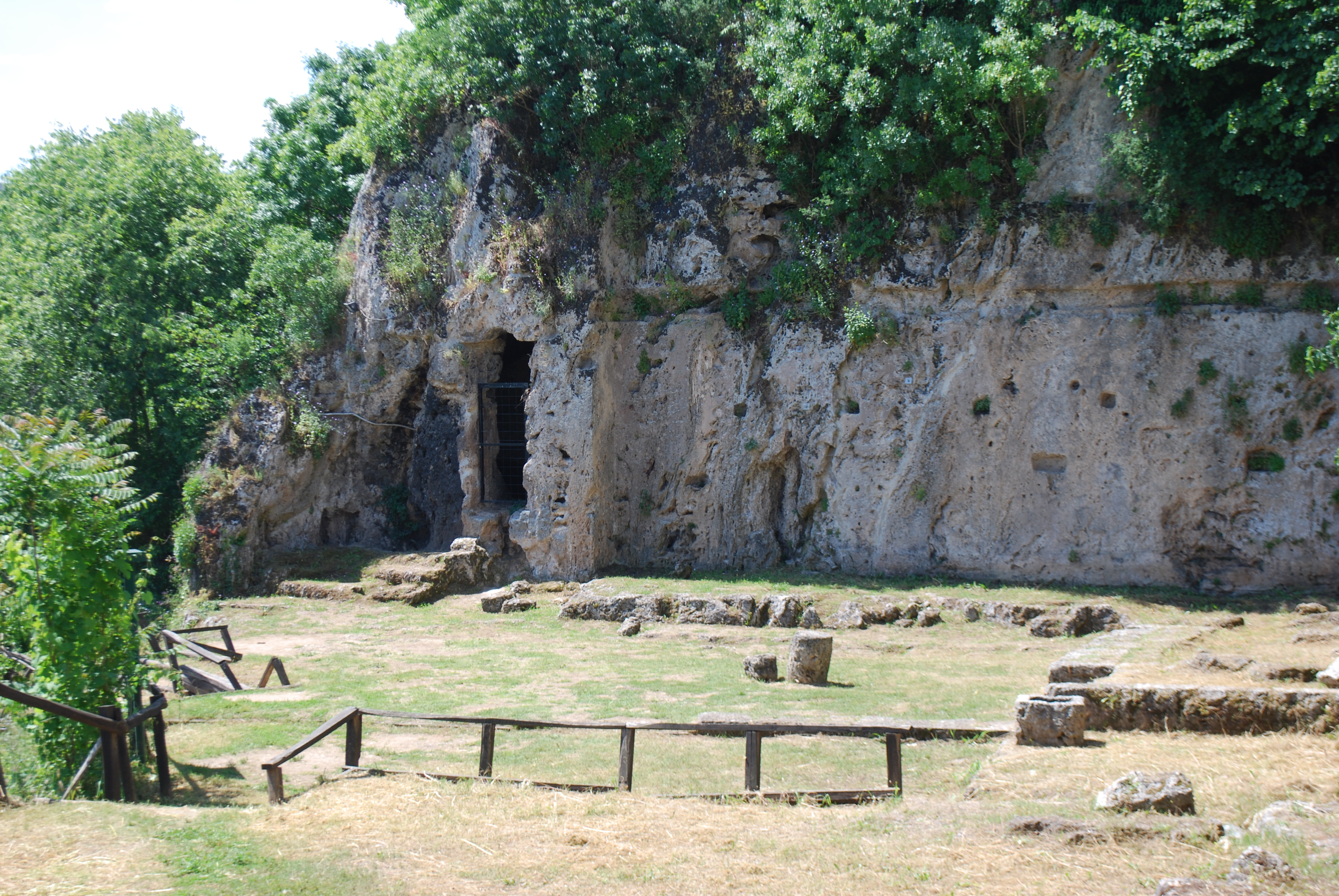
Ngôi trường của Aristoteles tại Mieza, Macedonia, Hy Lạp

Nhìn chung, chi tiết về cuộc đời của Aristoteles còn khá mơ hồ. Các tiểu sử thời cổ đại nhiều khi mang tính phỏng đoán và giới sử học hiện nay mới chỉ nhất trí ở một vài chi tiết quan trọng.
Aristoteles chào đời vào năm 384 TCN tại Stagira, Chalcidice, tầm 55 km phía đông thành phố Thessaloniki ngày nay. Cha ông, Nicomachus, là thái y của Vua Amyntas xứ Macedon. Hồi còn trẻ, Aristoteles tìm hiểu về sinh học và y dược dưới sự chỉ bảo của cha. Không may thay, cha mẹ Aristoteles mất khi ông mới 13 tuổi, từ đó trở đi ông được người giám hộ tên là Proxenus xứ Atarneus nuôi nấng. Tuy chỉ một vài mảnh thông tin về tuổi thơ của ông sống sót cho đến tận ngày nay, Aristoteles có lẽ đã từng lui tới cung điện Macedonia một thời gian và tiếp xúc lần đầu với hoàng gia Macedonia.
Khi lên 17 hoặc 18 tuổi, Aristoteles lữ hành tới Athens để tiếp tục nghiệp học tại Học viện Platon. Ông có lẽ đã từng tham dự Lễ bí nghi Eleusinia, một phỏng đoán dựa trên câu cách ngôn "được trải nghiệm là được học" [παθείν μαθεĩν] của ông. Aristoteles sống ở Athens 20 năm ròng và rời đi vào năm 348/47 TCN. Tương truyền rằng sở dĩ là bởi ông bất mãn với chí hướng của Học viện sau khi cháu trai của Platon là Speusippus lên tiếp quản, song cũng có thể ông đã lo sợ thái độ bài Macedonia của người dân Athens lúc bấy giờ nên mới vội rời đi. Aristoteles đồng hành cùng Xenocrates tới thăm triều đình của người bằng hữu Hermias xứ Atarneus ở Tiểu Á. Sau khi Hermias qua đời, Aristoteles ngao du cùng môn đệ Theophrastus tới đảo Lesbos, nơi hai thầy trò cùng nghiên cứu động thực vật địa phương và các đầm phà trên đảo. Tại đây, Aristoteles kết hôn với Pythias, con gái nuôi hoặc cháu gái của Hermias. Bà đã hạ sinh cho ông một người con gái cũng đặt tên là Pythias. Năm 343 TCN, Aristoteles nhận được lời ngỏ của Philip II xứ Macedonia sang kèm cặp cho con trai ông là Alexandros.

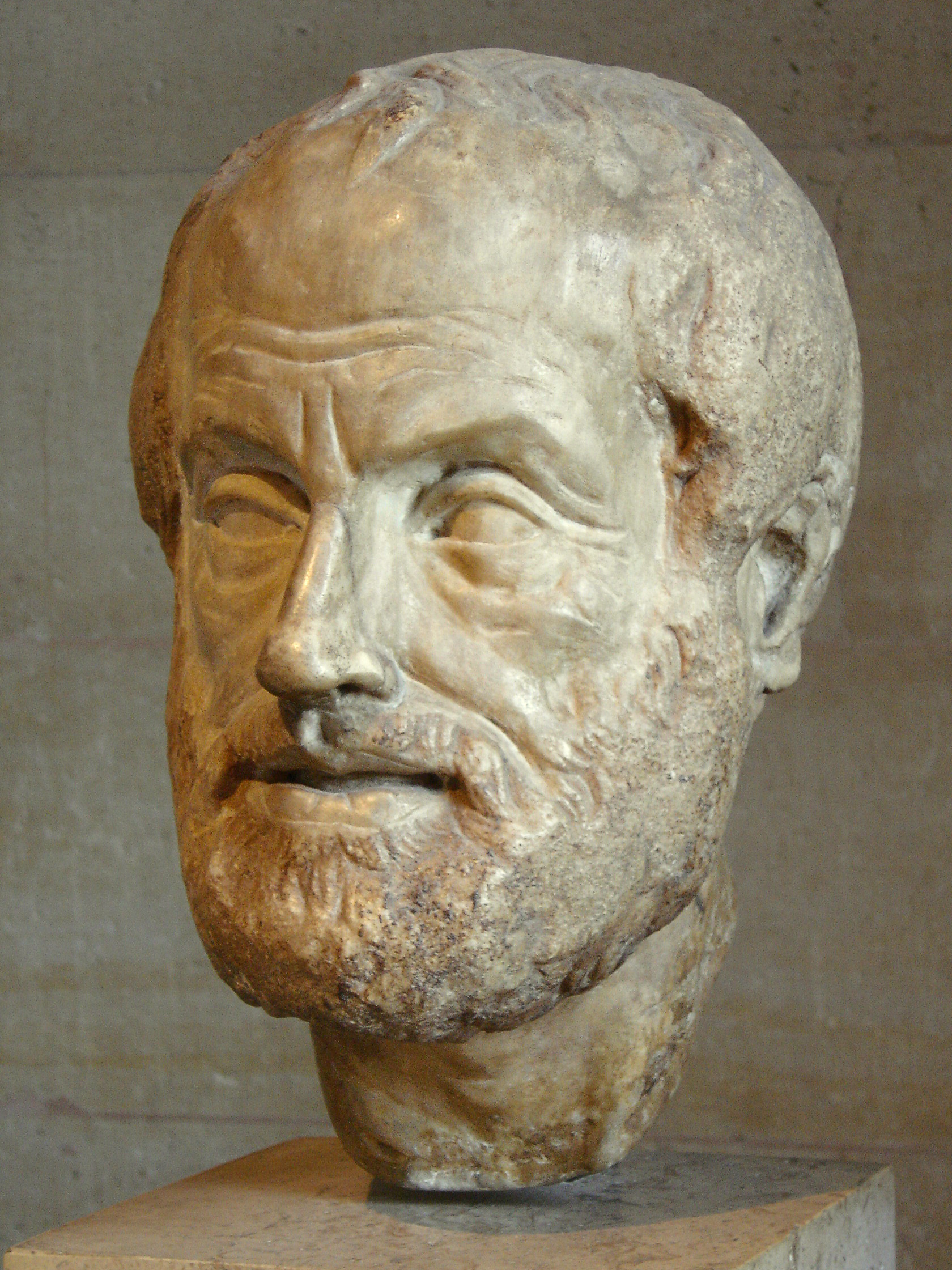
Tượng bán thân Aristoteles; bản sao phỏng thời La Mã (thế kỷ 1 hoặc 2 CN) từ một bức tượng bằng đồng nguyên bản khắc bởi Lysippos

Aristoteles được phong làm trưởng học viện tại Macedonia. Trong thời gian phụng sự tại triều đình của xứ này, Aristoteles giảng dạy không chỉ cho mình Alexandros mà còn cho hai vị vua tương lai, đó là Ptolemy và Cassander. Aristoteles thúc giục Alexandros thảo phạt về hướng đông, có lẽ bắt nguồn từ thái độ hoàn toàn vị chủng của ông về Ba Tư. Ông khuyên Alexandros trở thành "lãnh đạo của nhân dân Hy Lạp và bạo chúa của lũ rợ, hãy săn sóc nhân dân Hy Lạp như bè bạn hoặc thân tộc, và hãy đối xử với lũ rợ như thú dữ hoặc cây cỏ". Tới năm 335 TCN, Aristoteles trở về Athens, thành lập trường Lyceum và dạy học tại đó suốt 12 năm. Trong lúc ở Athens, vợ ông qua đời và Aristoteles nảy sinh tình cảm với Herpyllis xứ Stagira. Hai người họ có với nhau một đứa con được đặt tên theo người cha quá cố của Aristoteles là Nicomachus. Nếu tác phẩm Suda – một hợp tuyển sử học thời Trung cổ – chính xác, ông có lẽ cũng từng có mối tình với một erômenos tên là Palaephatus xứ Abydus.
Giai đoạn giữa năm 335 và 323 TCN được tin là khoảng thời gian Aristoteles cho ra đời nhiều tác phẩm nhất. Ông viết rất nhiều đối thoại song hầu hết đều đã thất truyền. Những công trình còn sót lại của ông thì được hậu thế khảo biên thành các chuyên luận. Quan trọng nhất trong số đó bao gồm Vật lý, Siêu hình học, Luân lý học Nikomacheia, Chính trị luận, Về hồn và Thi học. Aristoteles đã nghiên cứu và có nhiều đóng góp lớn lao trong nhiều lĩnh vực như "logic học, siêu hình học, toán học, vật lý, sinh học, thực vật học, luân lý học, chính trị học, nông nghiệp, y dược, nghệ thuật múa, và kịch."
Gần cuối đời, Aristoteles và Alexandros trở nên xa cách do các vấn đề liên quan đến Ba Tư. Thời cổ đại có đồn đoán cho rằng Aristoteles liên can đến cái chết của Alexandros, song điều này chỉ bắt nguồn từ một khẳng định không đáng tin xuất hiện tận 6 năm sau. Ngay sau khi Alexandros băng hà, thái độ bài Macedonia ở Athens lại dấy lên một lần nữa. Năm 322 TCN, Demophilus và Đại tư giáo Eurymedon vu cáo Aristoteles tội bất kính, khiến ông phải tìm nơi nương náu trên mảnh đất tư của thân mẫu tại Chalcis, Euboea. Tương truyền khi đó ông đã cất lên những lời sau: "Ta sẽ không cho phép đám Athens báng bổ triết học tới hai lần" – nhắc về phiên tòa xét xử Socrates ở Athens lúc trước. Aristoteles qua đời tại Euboea cùng năm đó. Ông xướng tên môn đệ Antipatros làm người gìn giữ di sản của mình và để lại tấm di chúc có nhắc đến ý nguyện được an nghỉ bên cạnh người vợ.

## Triết học tư biện

### Logic học
Aristoteles được coi là nhà nghiên cứu sớm nhất về lĩnh vực logic hình thức thông qua tác phẩm Phân tích Thứ nhất. Quan niệm của ông về vấn đề này đã thống trị logic học phương Tây cho tới tận thế kỷ thứ 19 - khi logic toán học trở nên nổi trội. Kant từng khẳng định trong tác phẩm Phê phán lý tính thuần túy rằng logic học Aristoteles đã hoàn chỉnh sẵn từ thời cổ đại.

#### Organon
| Dạng câu văn                                                                                           | Dạng hạn từ       | Dạng đẳng thức |
| --- | ----------------- | -------------- |
| Tất cả con người là kẻ phàm. Tất cả nhân dân Hy Lạp là con người. ∴ Tất cả nhân dân Hy Lạp là kẻ phàm. | M a P S a M S a P |                |

Thứ mà ngày nay được gọi là logic kiểu Aristoteles cùng các dạng tam đoạn luận (các phương pháp lý luận logic), xưa kia có lẽ được chính bản thân Aristoteles gọi là "thuật phân tích". Ông dành từ "logic" để chỉ phương pháp biện chứng. Hầu hết công trình của Aristoteles dường như không nguyên bản, mà được các môn đệ và các nhà thuyết giảng về sau biên tập lại. Vào khoảng năm 40 TCN, Andronicus xứ Rhodes hoặc một số môn đệ của ông đã tổng hợp công trình logic học của Aristoteles thành một tập sách duy nhất mang nhan đề Organon. Trong đó gồm 6 quyển:
1. Phạm trù
2. Về Diễn giải
3. Phân tích Thứ nhất
4. Phân tích Thứ hai
5. Chủ đề
6. Về Bác bỏ Ngụy biện

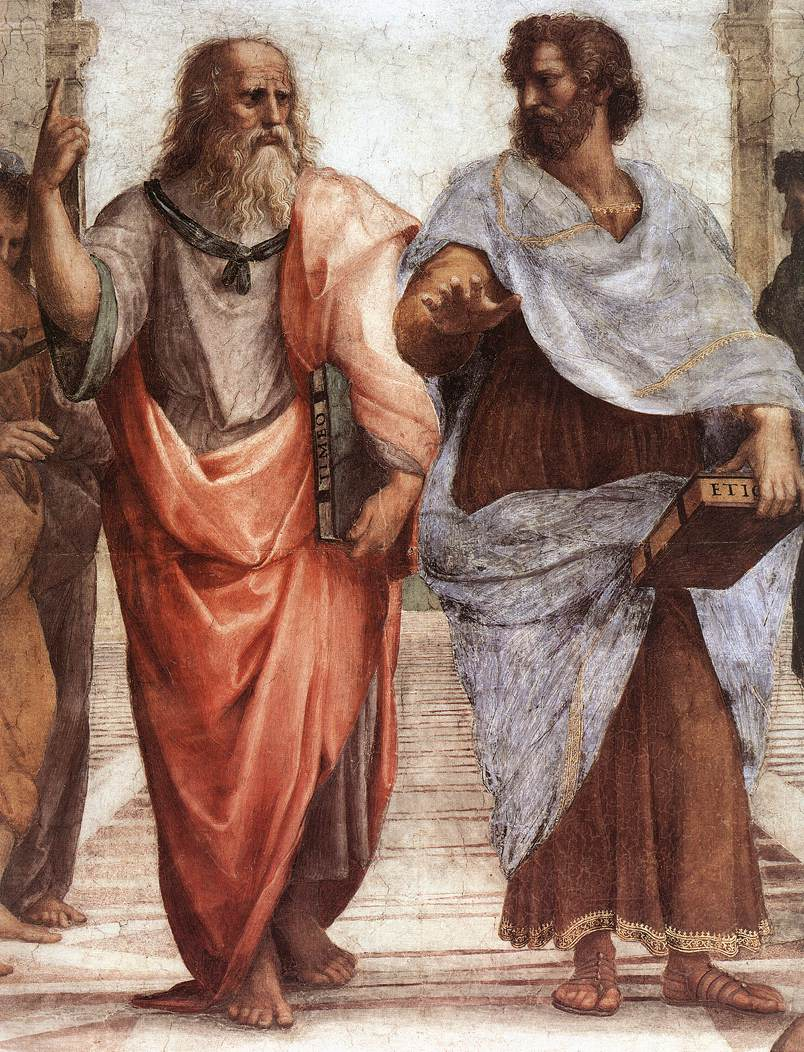
Platon (trái) và Aristoteles (phải) trên bức bích họa Trường Athena của Raffaello năm 1509. Ở đây, Aristoteles cầm cuốn Luân lý học Nikomacheia bên tay trái và hướng sấp bàn tay phải xuống đất, ẩn dụ cho quan điểm duy thực nội tại của ông. Trái lại, Platon khép cuốn Timaeus bên người và chỉ tay lên trời, ẩn dụ cho thuyết Mô thức của ông.

Hiện không rõ thứ tự chính xác của từng quyển, song danh sách này được lập dựa trên sự phân tích các tác phẩm của Aristoteles. Nó bắt đầu từ những khái niệm cơ bản nhất – sự phân tích các hạn từ đơn giản trong Phạm trù, các mệnh đề và các quan hệ nguyên tố giữa chúng trong Về Diễn giải – cho tới sự nghiên cứu các dạng thức phức tạp hơn – cụ thể là, những tam đoạn luận trong trong hai cuốn Phân tích và phép biện chứng trong Chủ đề và Về Bác bỏ Ngụy biện. Ba chuyên luận đầu tiên hình thành cái lõi của học thuyết logic theo nghĩa hẹp: ngữ pháp của ngôn ngữ logic và các quy tắc lý luận. Cuốn Tu từ học thường không được gộp vào nhóm này, song nó phụ thuộc rất mật thiết với cuốn Chủ đề.

### Siêu hình học
Từ "metaphysics" (siêu hình học) có lẽ được đặt ra bởi một nhà biên tập sống vào thế kỷ thứ nhất CN, người mà tập hợp các luận thuyết của Aristoteles thành cuốn sách Siêu hình học như ta biết ngày nay. Aristoteles gọi đây là "triết học đầu tiên", phân định nó với toán học và khoa học tự nhiên (vật lý) hay triết học chiêm nghiệm (theoretikē), và mang tính "thần học" với đối tượng nghiên cứu là thần thánh. Ông viết trong cuốn Siêu hình học rằng (đoạn trích 1026a16):
nếu không có thứ nào khác ngoài những thứ tự nhiên rời rạc, thì nghiên cứu tự nhiên sẽ là dạng tri thức sơ đẳng; song nếu có thứ độc lập bất động nào đó, thì tri thức về thứ này sẽ tới trước và là triết học đầu tiên, và nó mang tính phổ quát theo duy nhất cách ấy, bởi lẽ nó là đầu tiên. Và nó thuộc về kiểu triết học này nhằm nghiên cứu sự tồn-tại như thể sự tồn-tại, cả về vấn đề nó là gì và cái gì thuộc về nó chỉ bằng đức hạnh của sự tồn-tại.

#### Bản thể
Sau khi phân tích hai khái niệm bản thể (ousia) và bản chất (to ti ên einai) trong cuốn Siêu hình học (Chương VII), Aristoteles đi đến kết luận rằng bản thể cá biệt là sự kết hợp của cả vật chất và mô thức – còn gọi là học thuyết hylomorph. Ở Chương VIII, ông phân định vật chất của bản thể như là cơ chất, hay thứ mà bản thể được cấu thành. Chẳng hạn, vật chất của một ngôi nhà là những viên gạch, những hòn đá, những miếng gỗ, v.v, hoặc bất cứ vật liệu nào tạo nên ngôi nhà ấy, trong khi mô thức của bản thể chính là ngôi nhà thực sự, cụ thể là 'chỗ trú của người và tài sản' hoặc bất cứ thứ khu biệt nào giúp ta định nghĩa ngôi nhà là gì. Về cơ bản, công thức bày ra các thành phần là tường thuật về vật chất, còn công thức bày ra các khu biệt là tường thuật về mô thức.

##### Thuyết duy thực nội tại

Mô thức của Platon đóng vai trò sự phổ quát, chẳng hạn dạng thức lý tưởng của quả táo. Đối với Aristoteles, cả vật chất và mô thức thuộc về những thứ cá biệt (thuyết hylomorph).

Giống người thầy Platon, Aristoteles quan tâm đến vấn đề sự phổ quát trong triết học. Bản thể học Aristoteles đặt sự phổ quát (katholou) trong sự cá biệt (kath' hekaston), tức những thứ tồn tại trong thế giới. Trái lại, theo Platon, phổ quát là mô thức tồn tại biệt lập ngoài thế giới và được mô phỏng bởi các thứ trong thế giới. Theo Aristoteles, "mô thức" vẫn là thứ hiện tượng phỏng theo, tức "phiên bản" hiện thân trong một bản thể cá biệt.

##### Tiềm năng và hiện thực

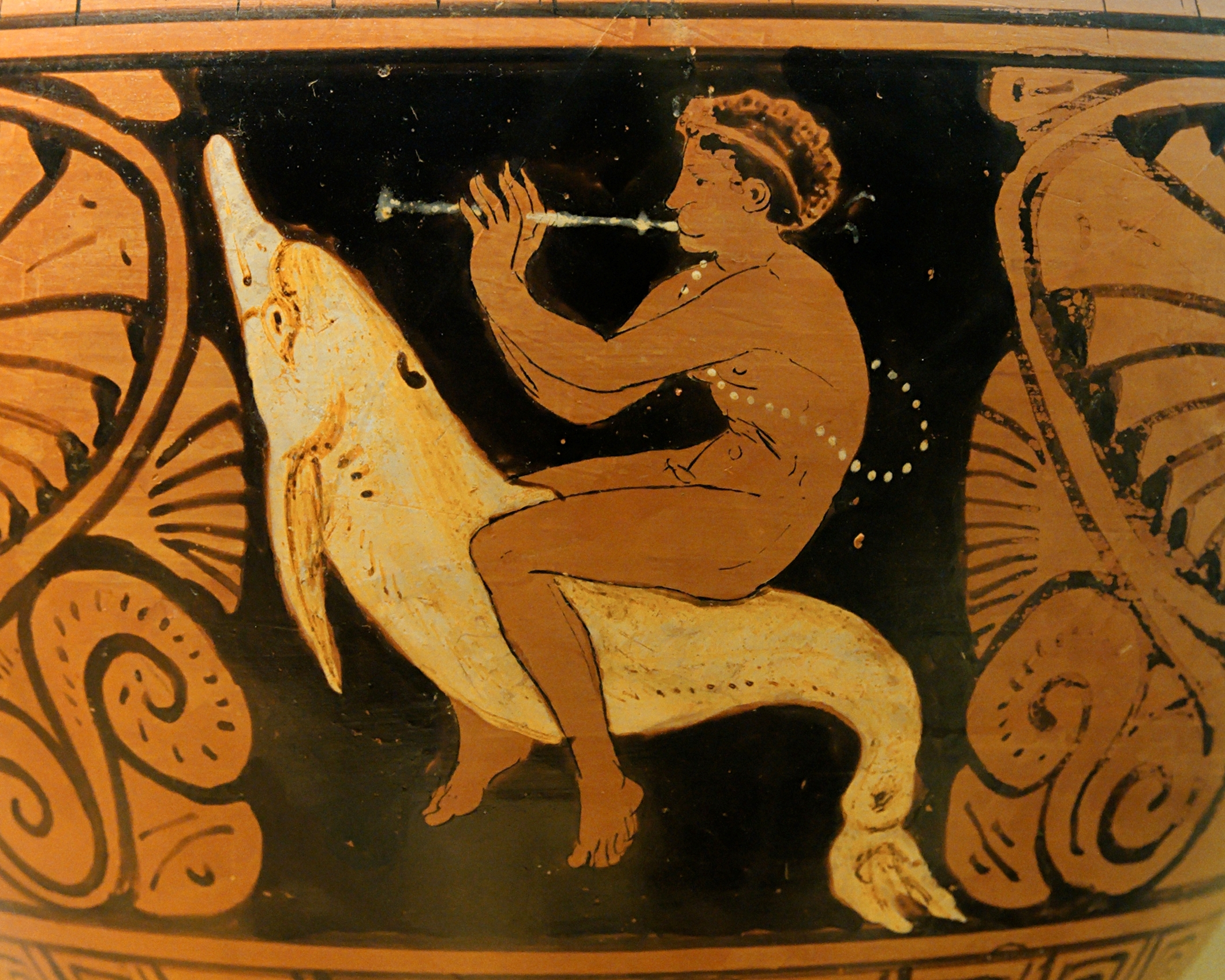
Aristoteles lập luận rằng một khả năng ví dụ như thổi sáo hoàn toàn khả đắc – tiềm năng chuyển thành hiện thực – thông qua học tập.

Xét về sự thay đổi (kinesis) và nguyên nhân của nó, theo định nghĩa trong hai trước tác Vật lý và Về Tạo sinh và Tan biến của mình (319b–320a), Aristoteles cho rằng sự-trở-thành khác với:
1. sự tăng trưởng và sự giảm bớt, tức sự thay đổi về lượng;
2. sự vận động, tức sự thay đổi về không gian; và
3. sự biến chuyển, tức sự thay đổi về chất.

Sự-trở-thành là một thay đổi mà không gì giữ nguyên dai dẳng, kèm theo thành quả là thuộc tính. Trong sự thay đổi cá biệt ấy, Aristoteles giới thiệu khái niệm tiềm năng (dynamis) và hiện thực (entelecheia) tương quan với vật chất và mô thức. Tiềm năng là điều mà một thứ có khả năng thực hiện được hoặc bị tác động, nếu hoàn cảnh cho phép và không bị ngăn cản bởi thứ nào khác. Ví dụ, hạt giống dưới đất có tiềm năng (dynamei) trở thành cây, và nếu nó không bị cản trở bởi thứ gì khác, nó sẽ lớn lên thành cây. Sự tồn tại tiềm tàng có thể 'tác động' (poiein) hoặc 'bị tác động' (paschein), điều mà có thể là bẩm tính hoặc tính được học. Chẳng hạn, mắt có tiềm năng nhìn ngó (bẩm tính – bị tác động), còn kỹ năng chơi sáo phải được làm chủ thông qua rèn luyện (tính được học – tác động). Hiện thực chính là sự hoàn thiện tiềm năng. Vì mục đích (telos) là nguyên lý của mọi sự thay đổi và tiềm năng tồn tại do mục đích tồn tại, vậy nên hiện thực chính là mục đích. Quay lại ví dụ về cái cây, ta có thể phát biểu rằng hiện thực là khi cái cây thực hiện một trong những hoạt động mà nó có thể làm được.

### Nhận thức luận
Đứng trên quan niệm duy thực nội tại, nhận thức luận của Aristoteles nghiên cứu các sự vật tồn tại hoặc xảy ra bên trong thế giới, lấy đó làm gốc rồi nâng lên kiến thức về cái phổ quát. Ngược lại, nhận thức luận của Platon bắt đầu từ kiến thức về mô thức (hoặc ý tưởng) phổ quát, rồi dần hạ xuống kiến thức về những thứ mô phỏng cá biệt. Aristoteles áp dụng cả hai phương pháp quy nạp lẫn diễn dịch, còn Platon chỉ dựa vào diễn dịch từ các nguyên lý tiên nghiệm.

## Triết học tự nhiên

### Vật lý

#### Năm nguyên tố
Trong cuốn Về Tạo sinh và Tan biến, Aristoteles kết nối từng nguyên tố được đề xuất bởi Empedocles là đất, nước, khí, và lửa, với hai trong bốn tính chất có thể cảm nhận được là nóng, lạnh, ướt, và khô. Theo mô hình của Empedocles, tất cả vật chất đều được tạo thành từ bốn nguyên tố căn bản nhưng với những tỉ lệ khác nhau. Aristoteles bổ sung nguyên tố aether vào mô hình này, bản thể thần thánh thuộc về thiên cầu, các tinh tú và các hành tinh.
| Nguyên tố | Nóng/Lạnh            | Ướt/Khô | Chuyển động            | Trạng thái vật chất |
| --------- | -------------------- | ------- | ---------------------- | ------------------- |
| Đất       | Lạnh                 | Khô     | Xuống                  | Rắn                 |
| Nước      | Lạnh                 | Ướt     | Xuống                  | Lỏng                |
| Khí       | Nóng                 | Ướt     | Lên                    | Khí                 |
| Lửa       | Nóng                 | Khô     | Lên                    | Plasma              |
| Aether    | (bản thể thần thánh) | —       | Vòng tròn (ở cõi trời) | —                   |

#### Chuyển động
Aristoteles phân chuyển động thành hai loại là chuyển động "dữ dội" hoặc "phi tự nhiên", kiểu như một hòn đá bị ném đi, trong cuốn Vật lý (254b10), và chuyển động "tự nhiên", kiểu như một vật rơi tự do, trong cuốn Về cõi trời (300a20). Đối với chuyển động dữ dội, ngay khi tác nhân ngừng tác động, chuyển động của vật cũng ngừng theo: nghĩa là, trạng thái tự nhiên của vật là nghỉ, sở dĩ bởi Aristoteles chưa xét tới lực ma sát. Với cách hiểu đó, Aristoteles khẳng định ta cần nhiều lực hơn để khiến vật nặng chuyển động (giả dụ, nó nằm trên mặt đất); và vật bị tác động nhiều lực hơn thì di chuyển nhanh hơn. Điều này ngầm chỉ phương trình
{\displaystyle F=mv},
tất nhiên sai lầm trong khuôn khổ vật lý hiện đại.
Trái lại, chuyển động tự nhiên phụ thuộc vào thành phần nguyên tố: aether chuyển động vòng tròn tự nhiên ở cõi trời, còn 4 nguyên tố Empedocles kia chuyển động lên (chẳng hạn lửa, như theo quan sát) hoặc xuống (chẳng hạn đất) hướng tới nơi nghỉ tự nhiên của chúng.

Minh họa định luật chuyển động của Aristoteles. Trong cuốn Vật lý, ông phát biểu rằng tốc độ vật rơi tỉ lệ thuận với khối lượng của vật đó và tỉ lệ nghịch với mật độ chất lỏng mà chúng chìm ở trong. Đây là xấp xỉ đúng đối với vật rơi trong môi trường chất lỏng hoặc chất khí.

Trong Vật lý (215a25), Aristoteles phát biểu định luật định lượng của mình về chuyển động, theo đó tốc độ, v, của một vật thể rơi tỉ lệ thuận (giả dụ, với hằng số c) với khối lượng của vật đó, W, và tỉ lệ nghịch với mật độ chất lưu, ρ, mà nó chìm bên trong:
{\displaystyle v=c{\frac {W}{\rho }}}
Aristoteles ngụ ý rằng, trong chân không, tốc độ của vật rơi sẽ tiến tới vô cùng, và kết luận sự mơ hồ rõ ràng của khái niệm này khiến chân không là môi trường không thể tồn tại. Có nhiều ý kiến trái chiều xung quanh câu hỏi liệu thuyết của Aristoteles có tính định lượng hay không. Henri Carteron đề xuất "quan điểm cực đoan" cho rằng khái niệm lực của Aristoteles về cơ bản có tính định tính, song các tác giả khác bác bỏ điều này.

#### Bốn nhân quả

Aristoteles lấy ví sau để minh họa khái niệm bốn nhân quả: ở trường hợp cái bàn, các mảnh gỗ được sử dụng (nguyên nhân vật liệu), thiết kế của nó (nguyên nhân hình thức), các dụng cụ và kỹ thuật được vận dụng (nguyên nhân thay đổi), và mục đích thực dụng của nó (kết quả cuối cùng).

#### Quang học
Aristoteles đề cập đến thí nghiệm quang học sử dụng camera obscura ở chương 15 của cuốn Các vấn đề. Thiết bị này bao gồm một buồng tối nhỏ được đục một lỗ nhỏ cho ánh sáng lọt qua. Ông thấy rằng, bất kể hình dạng cái lỗ, ảnh mặt trời trong buồng sẽ luôn có hình tròn. Ông cũng ghi chú thêm rằng, nếu tăng khoảng cách giữa lỗ và màn, ảnh trong buồng sẽ phóng to lên.

#### Cơ may và tự phát
Theo Aristoteles, tính tự phát và cơ may là nguyên cớ của một số vật, có khả năng phân biệt với các loại nguyên nhân khác, chẳng hạn điều cần thiết đơn giản. Cơ may như một nguyên nhân ngẫu nhiên thuộc về lĩnh vực của những tùy thể, "từ những gì tự phát". Ngoài ra còn một loại ngẫu nhiên cụ thể nữa, được Aristoteles gọi là "vận", chỉ áp dụng cho các lựa chọn đạo đức của con người.

### Thiên văn học
Trong lĩnh vực thiên văn, Aristoteles bác bỏ khẳng định của Democritus rằng Ngân Hà được tạo nên từ "những vì sao mà bị che khuất khỏi các tia sáng Mặt Trời bởi Trái Đất," chỉ ra rất đúng rằng nếu như "kích cỡ Mặt Trời lớn hơn Trái Đất và khoảng cách từ các ngôi sao tới Trái Đất xa hơn nhiều lần khoảng cách từ Mặt Trời, thì ... Mặt Trời chiếu sáng tất cả các vì sao và Trái Đất chẳng che một vì sao nào cả."

### Địa chất học và khoa học tự nhiên

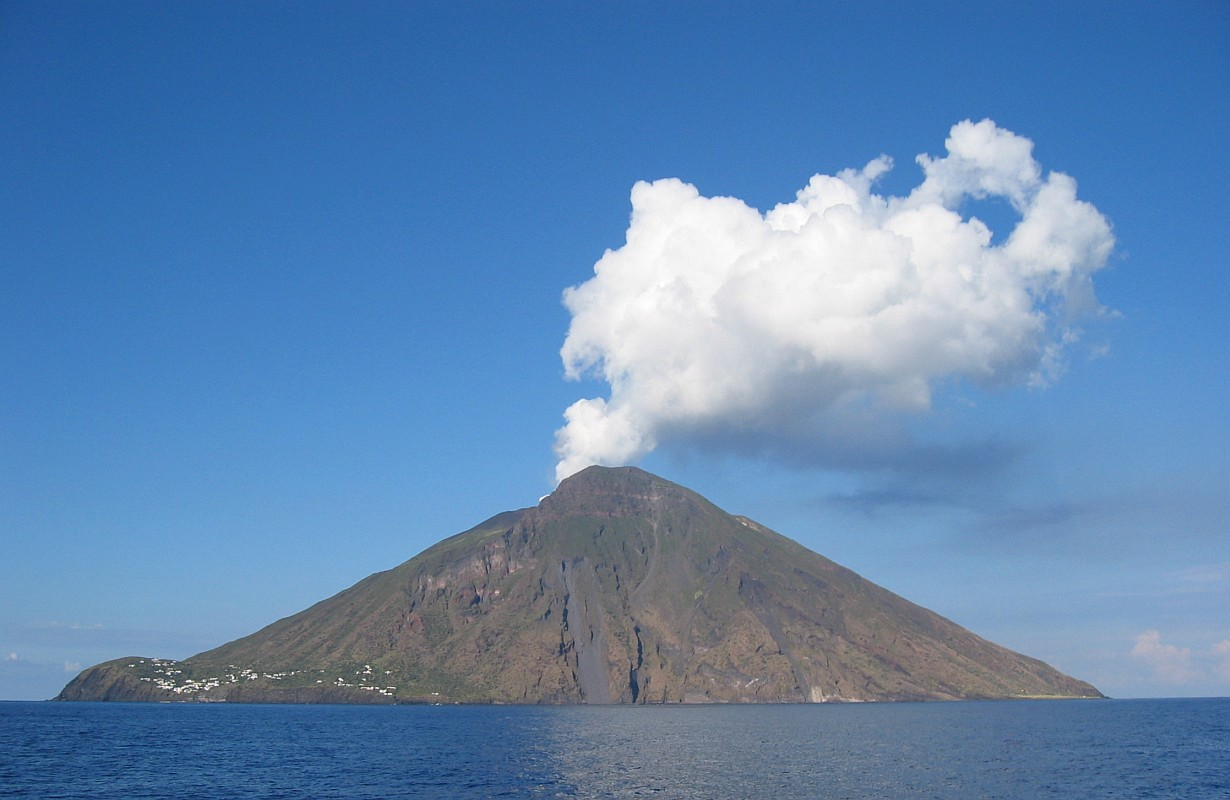
Aristoteles thấy rằng mặt đất của một trong những hòn đảo thuộc Quần đảo Eolie thay đổi trước đợt phun trào núi lửa.

Aristoteles là một trong những người đầu tiên ghi chép lại những quan sát về địa chất. Ông khẳng định sự biến đổi địa chất diễn ra chậm hơn một đời người. Nhà địa chất học Charles Lyell liệt kê một số mô tả địa chất sau đây của Aristoteles, chẳng hạn "những ao hồ cạn nước" và "những hoang mạc được cấp nước bởi sông ngòi", lấy ví dụ sự tăng trưởng của tam giác châu thổ sông Nin kể từ thời Homeros, và "sự trồi lên của một trong số các đảo Aiolos, do một vụ phun trào núi lửa khi trước."' Aristoteles cũng để ý tới chu trình thủy văn và khí tượng học (kết đọng trong tác phẩm "Meteorologica"). Ví dụ quan sát sau đây của ông về quá trình khử muối: ông đã thấy rất sớm – và rất đúng – rằng khi nước biển nóng lên, nước ngọt bốc hơi và các đại dương được bổ sung nước nhờ các chu trình mưa và các dòng sông.

### Sinh học

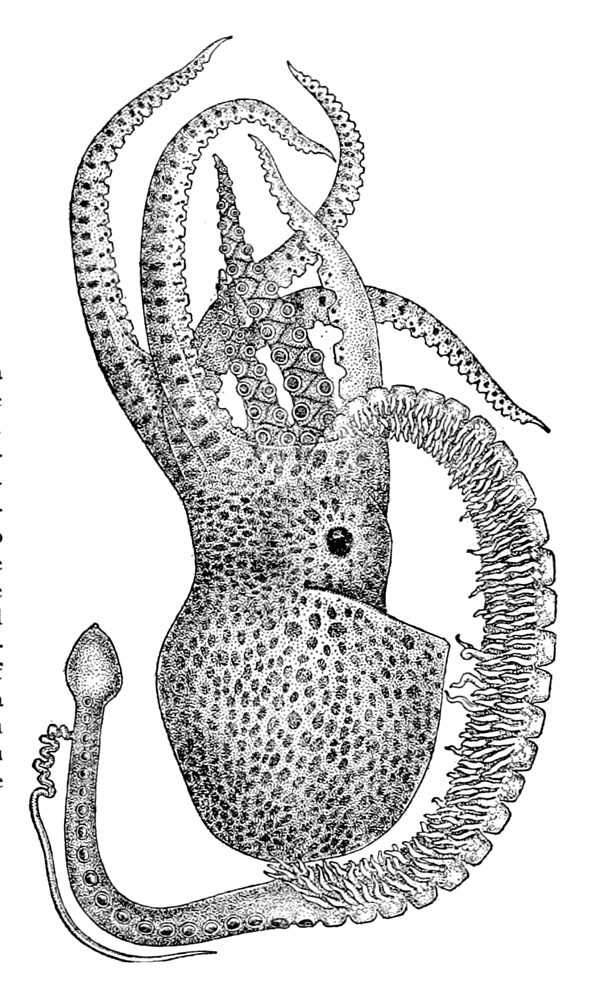
Aristoteles mô tả xúc tu hectocotyl của bạch tuộc có chức năng giao phối (bên trái dưới cùng).

#### Nghiên cứu thực chứng
Aristoteles là người đầu tiên nghiên cứu sinh học một cách có hệ thống, và đây là lĩnh vực được ông ghi chép lại nhiều nhất. Ông từng dành hai năm trời nghiên cứu quần động vật trên đảo Lesbos và những vùng biển xung quanh, bao gồm khu đầm Pyrrha nằm giữa đảo. Dữ liệu trong Lịch sử động vật, Sự khai sinh của động vật, Sự vận động của động vật, và Các bộ phận của động vật được tổng hợp từ những quan sát của chính ông, từ những khẳng định được đưa ra bởi các chuyên gia như dân nuôi ong và dân chài lưới, và từ những tường thuật ít đáng tin hơn của những người lữ hành biển khơi. Sở dĩ hiện nay có lầm tưởng cho rằng Aristoteles chú trọng mô tả động vật hơn thực vật là bởi lẽ không còn trước tác nào của ông về thực vật còn tồn tại, song ta vẫn còn hai cuốn sách viết về thực vật của môn đệ Theophrastus.

#### Phân loại vật sống

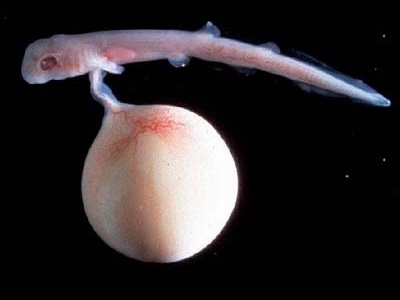
Aristoteles để ý rằng phôi cá nhám chó nối trực tiếp với nhau thai (tức túi noãn hoàng) giống các động vật bậc cao; một trường hợp cá biệt trong thang tự nhiên của ông.

Aristoteles phân biệt khoảng 500 loài động vật, sắp xếp chúng theo thang phân bậc hoàn hảo trong tác phẩm Lịch sử Động vật, một phiên bản phi tôn giáo của scala naturae, với con người là loài đứng nhất trong thức bậc tự nhiên. Hệ thống của ông gồm mười một bậc động vật, tính từ tiềm năng cao nhất xuống thấp nhất, điều mà được thể hiện ở dạng hình thức khi chúng mới chào đời: cao nhất là những loài sinh thai sống, nóng và ướt; thấp nhất là những loài đẻ trứng giống-khoáng chất, khô và lạnh. Động vật đứng trên thực vật, và thực vật đứng trên khoáng chất. Ông gộp những loài vật mà ngày nay được gọi là động vật có xương sống vào nhóm "động vật có máu" và có tính chất nóng, còn những động vật không xương sống có tính chất lạnh được ông xếp vào nhóm "động vật không máu" đứng dưới động vật có máu. Nhóm có máu được chia tiếp thành động vật mang thai sống (động vật có vú) và động vật đẻ trứng (chim, bò sát, cá). Nhóm không máu thì bao gồm côn trùng, động vật giáp xác (không vỏ – động vật chân đầu và có vỏ) và động vật thân mềm có vỏ cứng (động vật hai mảnh vỏ và chân bụng). Tuy vậy, Aristoteles cũng ghi nhận rằng một số trường hợp ngoại lệ, không khớp hoàn hảo với mô hình tuyến tính mà ông đề ra; chẳng hạn cá mập có nhau thai như động vật bốn chân. Một nhà sinh vật học hiện đại sẽ giải thích điều này như là kết quả của sự tiến hóa hội tụ, khái niệm mà thời Aristoteles chưa ai biết tới. Hầu hết triết gia khoa học cho rằng Aristoteles không quan tâm đến phân loại học, song giới động vật học nghiên cứu về vấn đề này gần đây lại nghĩ khác. Aristoteles tin rằng tất cả quá trình tự nhiên đều hướng tới một mục đích cuối cùng. Quan điểm ấy biện minh cho dữ liệu biểu kiến của ông như là một diễn trình về thiết kế hình thức.
| Nhóm                                                  | Ví dụ (theo Aristoteles) | Máu   | Chân       | Hồn (Lý trí, Cảm giác, Thực vật) | Tính chất (Nóng–Lạnh, Ướt–Khô)                     |
| ----------------------------------------------------- | ------------------------ | ----- | ---------- | -------------------------------- | -------------------------------------------------- |
| Người                                                 | Người                    | có    | 2 chân     | LT, CG, TV                       | Nóng, Ướt                                          |
| Động vật bốn chân mang thai sống                      | Mèo, thỏ                 | có    | 4 chân     | CG, TV                           | Nóng, Ướt                                          |
| Động vật biển có vú                                   | Cá heo, cá voi           | có    | không      | CG, TV                           | Nóng, Ướt                                          |
| Chim                                                  | Trảu, cú muỗi            | có    | 2 chân     | CG, TV                           | Nóng, Ướt, trừ việc đẻ trứng Khô                   |
| Động vật bốn chân đẻ trứng                            | Tắc kè, cá sấu           | có    | 4 chân     | CG, TV                           | Lạnh, Ướt trừ vảy, trứng                           |
| Rắn                                                   | Rắn nước                 | có    | không      | CG, TV                           | Lạnh, Ướt trừ vảy, trứng                           |
| Cá đẻ trứng                                           | Cá vược, cá mó           | có    | không      | CG, TV                           | Lạnh, Ướt, gồm cả trứng                            |
| (trong số các loài cá đẻ trứng): Cá nhám có nhau thai | Cá mập, cá đuối          | có    | không      | CG, TV                           | Lạnh, Ướt, song có nhau thai như động vật bốn chân |
| Động vật giáp xác                                     | Tôm, cua                 | không | nhiều chân | CG, TV                           | Lạnh, Ướt trừ vỏ                                   |
| Động vật chân đầu                                     | Mực, bạch tuộc           | không | xúc tu     | CG, TV                           | Lạnh, Ướt                                          |
| Động vật có vỏ cứng                                   | Sò nứa, ốc tù và         | không | không      | CG, TV                           | Lạnh, Khô (vỏ khoáng chất)                         |
| Côn trùng đẻ ấu trùng                                 | Kiến, ve sầu             | không | 6 chân     | CG, TV                           | Lạnh, Khô                                          |
| Vật tự sinh                                           | Bọt biển, giun           | không | không      | CG, TV                           | Lạnh, Ướt hoặc Khô, sinh ra từ đất                 |
| Thực vật                                              | Vả tây                   | không | không      | TV                               | Lạnh, Khô                                          |
| Khoáng chất                                           | Sắt                      | không | không      | không                            | Lạnh, Khô                                          |

### Tâm lý học

#### Hồn

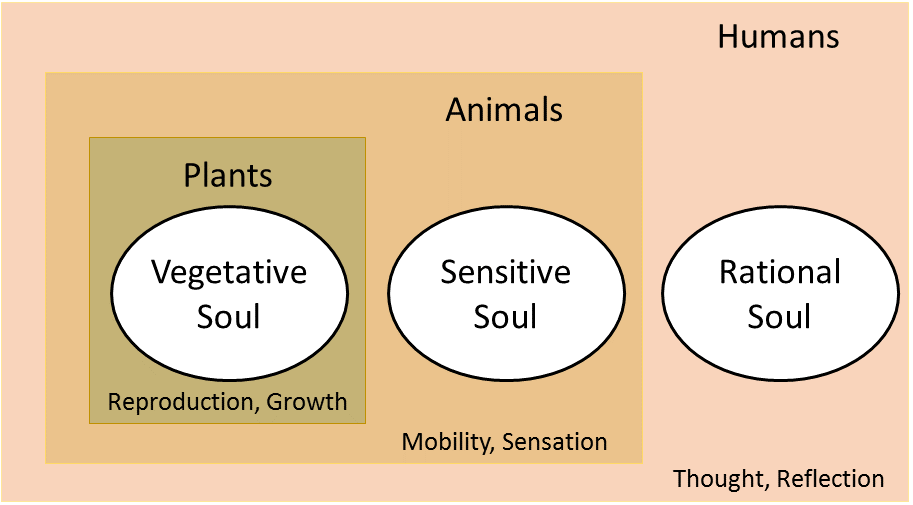
Aristoteles đề xướng cấu trúc ba phần của hồn tương ứng với thực vật, động vật, và con người. Vì vậy, theo ông, con người độc đáo nhất do sở hữu cả ba loại hồn.

Tâm lý học của Aristoteles, trình bày trong chuyên luận Về hồn (peri psychēs), thừa nhận sự tồn tại của ba loại hồn ("psyches"): hồn thực vật, hồn cảm giác và hồn lý trí. Hồn người có nhiều khả năng: giống hồn thực vật, nó có thể phát triển và nuôi dưỡng bản thân; giống hồn cảm giác, nó có thể trải nghiệm cảm giác và di chuyển trong không gian. Tuy vậy, điểm độc đáo nhất của hồn người là lý trí, tức khả năng tiếp nhận mô thức của các vật khác và so sánh chúng thông qua nous (trí tuệ) và logos (lý tính).
Theo Aristoteles, hồn là mô thức của thể sống. Tất cả mọi thực thể được cấu thành từ mô thức và vật chất, và mô thức của thể sống chính là thứ ban cho vật chất điểm cá biệt của vật sống, chẳng hạn khả năng khởi hoạt sự vận động (hoặc trong trường hợp của thực vật, đó là các chuyển đổi hóa học và sự tăng trưởng, mà Aristoteles cũng cho là những vận động). Trái ngược các triết gia đi trước, nhưng phù hợp với các triết gia Ai Cập, ông cho rằng hồn lý trí nằm ở con tim chứ không phải bộ óc. Aristoteles phân biệt giữa cảm giác và tư tưởng, một điểm khá nổi bật khi so với các triết gia thưở xưa, ngoại lệ là Alcmaeon.

## Triết học thực hành
Triết học thực hành của Aristoteles bao trùm các lĩnh vực luân lý học, chính trị học, kinh tế học, và tu từ học.

### Luân lý học
Aristoteles coi luân lý học mang tính thực hành hơn lý thuyết, tức là nó tập trung vào mục đích trở thành người tốt và làm điều tốt hơn là hiểu biết suông. Ông đã viết rất nhiều luận thuyết bàn về luân lý, nổi bật nhất với cuốn Luân lý học Nikomacheia.

### Chính trị học
Ngoài các công trình luân lý học quan tâm về các cá nhân, Aristoteles cũng bàn về chính trị thị quốc trong Chính trị luận. Aristoteles coi thị quốc là một cộng đồng tự nhiên. Hơn nữa, ông cho rằng thị quốc quan trọng hơn gia đình, và gia đình quan trọng hơn cá nhân, "bởi lẽ cái toàn thể phải quan trọng hơn cái bộ phận". Ông phát biểu rằng "con người về bản chất là loài vật chính trị" và lập luận rằng yếu tố phân định con người khỏi các loài vật khác trong giới động vật đó là lý tính. Aristoteles nhìn nhận chính trị như là một sinh thể chứ không phải một bộ máy, và nó là sự tổng hợp của các bộ phận mà nếu thiếu sẽ không thể tồn tại.

## Phụ chú
1. ↑  August Boeckh (Kleine Schriften VI 195) khẳng định những niên đại ở đây (nửa đầu năm Olympiad 384/383 TCN và năm 322 ít lâu trước cái chết của Demosthenes) chính xác; xem thêm thảo luận của Felix Jacoby trong FGrHist 244 F 38. Ingemar Düring, Aristotle in the Ancient Biographical Tradition, Göteborg, 1957, tr. 253
2. ↑  Đọc Shields 2012, tr. 3–16; Düring 1957 để biết thêm các tường thuậ về tuổi thơ Aristoteles từ các nguồn cổ đại.
3. ↑  Tam đoạn luận này sử dụng ba hạn từ 'a', thường được người thời trung cổ ghi nhớ bằng từ Barbara.[30]
4. ↑  M là Trung từ/Middle (con người), S là Chủ từ/Subject (nhân dân Hy Lạp), P là Vị từ/Predicate (kẻ phàm).[30]
5. ↑  Đẳng thức thứ nhất có thể được diễn đạt là 'Không đúng rằng tồn tại một x sao cho x vừa là con người vừa không phải kẻ phàm.'[31]
6. ↑  Rhett Allain ghi nhận rằng định luật thứ nhất của Newton "về cơ bản là một hồi đáp trực tiếp đối với Aristoteles, rằng trạng thái tự nhiên là không làm thay đổi chuyển động.[42]
7. ↑  Leonard Susskind bình chú rằng Aristoteles chắc chắn chưa từng đi trượt băng vì nếu đã đi trượt băng thì ông sẽ nhận ra ngay là cần tác dụng lực để hãm một vật.[44]
8. ↑  Theo ý kiến của Aristoteles, đối với các thiên thể như Mặt Trời, Mặt Trăng và sao, chuyển động của chúng "được xấp xỉ gần chính xác" theo hình vòng tròn quanh trung tâm Trái Đất (ví dụ, sự xoay vần khả kiến của bầu trời bởi sự tự quay của Trái Đất, và chuyển động vòng tròn của các vì sao xung quanh Trái Đất).[45]
9. ↑  Drabkin trích dẫn nhiều đoạn từ hai tác phẩm Vật lý và Về cõi trời (De Caelo) mô tả định luật chuyển động của Aristoteles.[43]
10. ↑  Drabkin đồng thuận rằng mật độ ở đây mang tính định lượng, chứ chưa được định nghĩa tường minh là khối lượng trên thể tích (khối lượng riêng).[43]

### Trích dẫn
1. ↑  "Aristotle | Biography, Works, Quotes, Philosophy, Ethics, & Facts". Britannica. Lưu trữ bản gốc ngày 5 tháng 11 năm 2022. Truy cập ngày 5 tháng 11 năm 2022.
2. ↑  Kantor 1963, tr. 116.
3. ↑  On the Soul.
4. ↑  Ingemar Düring, Aristotle in the Ancient Biographical Tradition, Göteborg, 1957, tr. 253.
5. 1 2  Humphreys 2009.
6. 1 2 3  Russell 1972.
7. ↑  Barnes 1995, tr. 9.
8. ↑  Leroi 2015, tr. 352.
9. ↑  Cụ thể là:
  - "the father of logic": Wentzel Van Huyssteen, Encyclopedia of Science and Religion: A-I, tr. 27
  - "the father of biology": S. C. Datt, S. B. Srivastava, Science and society, tr. 93.[8]
  - "the father of political science": N. Jayapalan, Aristotle, tr. 12, Jonathan Wolff, Lectures on the History of Moral and Political Philosophy, tr. 48.
  - the "father of zoology": Josef Rudolf Winkler, A Book of Beetles, tr. 12
  - "the father of embryology": D.R. Khanna, Text Book Of Embryology, tr. 2
  - "the father of natural law": Shellens, Max Solomon (1959). "Aristotle on Natural Law". Natural Law Forum. Quyển 4 số 1. tr. 72–100. doi:10.1093/ajj/4.1.72. ISSN 0065-8995.
  - "the father of scientific method": Shuttleworth, Martyn. "History of the Scientific Method". Explorable., Riccardo Pozzo (2004) The impact of Aristotelianism on modern philosophy. CUA Press. tr. 41. ISBN 0-8132-1347-9
  - "the father of psychology": Margot Esther Borden, Psychology in the Light of the East, tr. 4
  - "the father of realism": Russell L. Hamm, Philosophy and Education: Alternatives in Theory and Practice, tr. 58
  - "the father of criticism": Nagendra Prasad, Personal Bias in Literary Criticism: Dr. Johnson, Matthew Arnold, T.S. Eliot, tr. 70. Lord Henry Home Kames, Elements of Criticism, tr. 237.
  - "the father of meteorology":"What is meteorology?". Meteorological Office."94.05.01: Meteorology". Bản gốc lưu trữ ngày 21 tháng 7 năm 2016. Truy cập ngày 16 tháng 6 năm 2015.
  - "the father of individualism": Allan Gotthelf, Gregory Salmieri, A Companion to Ayn Rand, tr. 325.
  - "the father of teleology": Malcolm Owen Slavin, Daniel H. Kriegman, The Adaptive Design of the Human Psyche: Psychoanalysis, Evolutionary Biology, and the Therapeutic Process, tr. 292.
10. ↑  McLeisch 1999, tr. 5.
11. ↑  Aristoteles-Park in Stagira.
12. ↑  Borchers, Timothy A.; Hundley, Heather (2018). Rhetorical theory: an introduction . Long Grove, Illinois. ISBN 978-1-4786-3580-2. OCLC 1031145493.{{Chú thích sách}}:  Quản lý CS1: địa điểm thiếu nhà xuất bản (liên kết)
13. ↑  Hall 2018, tr. 14.
14. ↑  Anagnostopoulos 2013, tr. 4.
15. ↑  Blits 1999, tr. 58–63.
16. ↑  Evans 2006.
17. ↑  Aristotle 1984, tr. Introduction.
18. 1 2  Shields 2016.
19. 1 2  Green 1991, tr. 58–59.
20. ↑  Smith 2007, tr. 88.
21. ↑  Green 1991, tr. 460.
22. ↑  Filonik 2013, tr. 72–73.
23. ↑  Jones 1980, tr. 216.
24. ↑  Gigon 2017, tr. 41.
25. ↑  Düring 1957, tr. T44a-e.
26. ↑  Haase 1992, tr. 3862.
27. ↑  Degnan 1994, tr. 81–89.
28. ↑  Corcoran 2009, tr. 1–20.
29. ↑  Kant 1787, tr. Preface.
30. 1 2 3  Lagerlund 2016.
31. ↑  Predicate Logic.
32. ↑  Pickover 2009, tr. 52.
33. ↑  School of Athens.
34. ↑  Stewart 2019.
35. ↑  Prior Analytics, tr. 24b18–20.
36. ↑  Bobzien 2015.
37. 1 2 3  Smith 2017.
38. 1 2 3 4  Cohen 2000.
39. ↑  Aristotle 1999, tr. 111.
40. ↑  Metaphysics, tr. VIII 1043a 10–30.
41. 1 2  Lloyd 1968, tr. 133–139, 166–169.
42. 1 2  Allain 2016.
43. 1 2 3 4 5 6 7 8 9  Drabkin 1938, tr. 60–84.
44. 1 2 3 4  Susskind 2011.
45. 1 2 3 4 5  Rovelli 2015, tr. 23–40.
46. ↑  Carteron 1923, tr. 1–32 và đây đó trong tác phẩm.
47. ↑  Leroi 2015, tr. 88–90.
48. ↑  Lahanas.
49. ↑  Physics, tr. 2.6.
50. ↑  Miller 1973, tr. 204–213.
51. ↑  Meteorology, tr. 1. 8.
52. ↑  Moore 1956, tr. 13.
53. ↑  Meteorology, tr. Book 1, Part 14.
54. ↑  Lyell 1832, tr. 17.
55. ↑  Aristotle (1952). Meteorologica, Chapter II. Lee, H.D.P. biên dịch . Cambridge, MA: Harvard University Press. tr. 156. Truy cập ngày 22 tháng 1 năm 2021.
56. ↑  Leroi 2015, tr. 7.
57. ↑  Leroi 2015, tr. 14.
58. ↑  Thompson 1910, tr. Prefatory Note.
59. ↑  "Darwin's Ghosts, By Rebecca Stott". independent.co.uk. ngày 2 tháng 6 năm 2012. Lưu trữ bản gốc ngày 5 tháng 6 năm 2012. Truy cập ngày 19 tháng 6 năm 2012.
60. ↑  Leroi 2015, tr. 196, 248.
61. ↑  Day 2013, tr. 5805–5816.
62. ↑  Leroi 2015, tr. 72–74.
63. ↑  Bergstrom & Dugatkin 2012, tr. 35.
64. ↑  Rhodes 1974, tr. 7.
65. ↑  Mayr 1982, tr. 201–202.
66. ↑  Lovejoy 1976.
67. ↑  Leroi 2015, tr. 111–119.
68. ↑  Lennox, James G. (2001). Aristotle's Philosophy of Biology: Studies in the Origins of Life Science. Cambridge: Cambridge University Press. tr. 346. ISBN 0-521-65976-0.
69. ↑  Sandford, Stella (ngày 3 tháng 12 năm 2019). "From Aristotle to Contemporary Biological Classification: What Kind of Category is "Sex"?". Redescriptions: Political Thought, Conceptual History and Feminist Theory (bằng tiếng Anh). Quyển 22 số 1. tr. 4–17. doi:10.33134/rds.314. ISSN 2308-0914. S2CID 210140121. Bản gốc lưu trữ ngày 25 tháng 4 năm 2023. Truy cập ngày 27 tháng 11 năm 2022.
70. ↑  Voultsiadou, Eleni; Vafidis, Dimitris (ngày 1 tháng 1 năm 2007). "Marine invertebrate diversity in Aristotle's zoology". Contributions to Zoology (bằng tiếng Anh). Quyển 76 số 2. tr. 103–120. doi:10.1163/18759866-07602004. ISSN 1875-9866. S2CID 55152069. Bản gốc lưu trữ ngày 25 tháng 4 năm 2023. Truy cập ngày 27 tháng 11 năm 2022.
71. ↑  von Lieven, Alexander Fürst; Humar, Marcel (2008). "A Cladistic Analysis of Aristotle's Animal Groups in the "Historia animalium"". History and Philosophy of the Life Sciences. Quyển 30 số 2. tr. 227–262. ISSN 0391-9714. JSTOR 23334371. PMID 19203017. Bản gốc lưu trữ ngày 27 tháng 11 năm 2022. Truy cập ngày 27 tháng 11 năm 2022.
72. ↑  Laurin, Michel; Humar, Marcel (2022). "Phylogenetic signal in characters from Aristotle's History of Animals". Comptes Rendus Palevol (bằng tiếng Pháp). Quyển 21 số 1. tr. 1–16. doi:10.5852/cr-palevol2022v21a1. S2CID 245863171. Bản gốc lưu trữ ngày 25 tháng 4 năm 2023. Truy cập ngày 27 tháng 11 năm 2022.
73. ↑  Mason 1979, tr. 43–44.
74. ↑  Leroi 2015, tr. 156–163.
75. ↑  Mason 1979, tr. 45.
76. ↑  Guthrie 2010, tr. 348.
77. ↑  Wildberg 2016.
78. ↑  Kraut 2001.
79. ↑  Politics, tr. 1253a19–124.
80. ↑  Aristotle 2009, tr. 320–321.
81. ↑  Ebenstein & Ebenstein 2002, tr. 59.